# Davor Salopek
Davor Salopek (Bjelovar, 26. ožujka 1940.) hrvatski je arhitekt, publicist i autor televizijskih filmova.

### Uvod
Kao arhitekt praktičar Davor Salopek zastupa ideju građenja u zavičajnom kontekstu tražeći suvremena rješenja u dosluhu s tradicijom.
Kao arhitekt teoretičar D. Salopek od šezdesetih godina prošlog stoljeća zagovara arhitektonsku inspiraciju predajnim graditeljstvom na etičkoj osnovi i nacionalnoj razini.
Kao publicist D. Salopek djeluje u ulozi glavnog urednika arhitektonske publicistike (četiri godišta časopisa Čovjek i prostor 1977-1980. ) i glavnog urednika izdavačke djelatnosti ogranka Matice hrvatske u Petrinji  Arhivirana inačica izvorne stranice od 14. rujna 2017. (Wayback Machine) (počevši s 1971. pa nastavno od 1991. do 2015.).
Kao pedagog D. Salopek zasnovao je kolegij Tradicijska arhitektura na Arhitektonskom fakultetu u Zagrebu i vodio ga od 2000. do 2006. godine.

### Životopis
Davor Salopek rođen je 26. ožujka 1940. u Bjelovaru. Djetinjstvo je proveo u Petrinji, gimnaziju maturirao 1958. u Sisku te diplomirao na Arhitektonskom fakultetu Sveučilišta u Zagrebu 1964. godine.
Djeluje kao odgovorni projektant i voditelj projekata. Od 1984. kao direktor APB-Petrinja, od 1992. vlasnik i direktor tvrtke Arhigrad d.o.o. u Petrinji. S tvrtkom je sudjelovao u konzultantskim poslovima obnove ratom razorenih stambenih i sakralnih prostora Petrinje i Banovine. Od 2009. direktor tvrtke Arhitekti Salopek.
Autor je knjiga Hrvatska korablja (1971., koautor B. Čačić), Arhitektura bez arhitekta (1974.), monografije o slikaru Petru Salopeku Salopek (1997.), Korablje samobitnosti (2009.), niza tekstova u časopisima i dnevnom tisku o tradicionalnoj arhitekturi, te šest televizijskih filmova o hrvatskom predajnom graditeljstvu.
Član Matice hrvatske od 1970. i predsjednik Ogranka Matice hrvatske u Petrinji od 1990. do 2015. godine.
Glavni i odgovorni urednik časopisa Čovjek i prostor 1977./ 78./79./80.
Član međunarodnog udruženja Arbeitskreis für Hausforschung od 1977. i sudionik na sedam savjetovanja tog udruženja.
Sudionik je s referatima na više konferencija o narodnoj arhitekturi Alpe-Adria održanih u Sloveniji 1993., 1994. i 1995.
Aktivni je član nacionalne sekcije ECOVAST-a  Arhivirana inačica izvorne stranice od 16. veljače 2021. (Wayback Machine) za zaštitu sela i malih gradova i sudionik s referatima na više konferencija.
Sudionik međunarodnog znanstvenog skupa “Održivi razvoj ruralnih područja u Hrvatskoj i uloga sveučilišta” (Mali Lošinj; rujan, 2003.) s projektom “Očuvanje identiteta prostora kao pretpostavka za održivi razvoj ruralnih prostora Hrvatske“. Sudionik Okruglog stola HAZU “Zemlja” s temom “Korablje samobitnosti” (Vinkovci; prosinac, 2012.).
Honorarni predavač na Arhitektonskom fakultetu Sveučilišta u Zagrebu, nositelj kolegija Tradicionalna ARHITEKTURA na Katedri za arhitektonsko projektiranje od akademske godine 1999/2000. do akademske godine 2005/2006.

### Projektantska djelatnost

##### Realizirani projekti
- Obiteljska kuća Šoštarić, Petrinja (projekt 1972., gradnja 1973.)
- Prodavaonica, Gora (projekt 1975., gradnja 1976.)
- Stambeno-poslovna zgrada, Glina (projekt 1976., gradnja 1977.)
- Ferijalna kuća Gorup, Tijesno (projekt 1977., gradnja 1980.)
- Robna kuća Petrinjka s trgom, Petrinja (projekt 1977., gradnja 1979.)
- Stambena zgrada u ulici Braće Hanžek, Petrinja (projekt 1984., gradnja 1985.)
- Rekonstrukcija vatrogasnog spremišta u galeriju “K. Hegedušić i suradnici”,  Petrinja (projekt 1987., gradnja 1987.)
- Uređenje poslovodstva INA-e, Sisak (projekt 1988., gradnja 1989.)
- Uređenje portirnice s bankom INA-e, Sisak (projekt 1988., gradnja 1989.)
- Tvornica “Zagrebdrva” (“Adriadrvo”), Grabrić kod Vrbovca (1992.)
- Obnova obiteljske kuće Salopek, Petrinja (projekt 1996., gradnja 1999.)
- Rekonstrukcije tradicijskih kuća za turističku namjenu, Park prirode Lonjsko polje (Hudi, Rakarić, Perković-Čavlović, Sever, Mulac, Matleković, Barić, Ravlić, Cavrić,... (od 2004. do 2009.))
- Reinterpretacija tradicijskog čardaka, Park prirode Lonjsko polje (projekt 2007., gradnja 2009.)
- Preporod tradicijske korablje u turističko domaćinstvo Korablja Tišinić (projekt 2006., gradnja 2008./09.)
- Obiteljska vila Ilić, Petrovac (projekt 2009., gradnja 2009./2010.)

##### Obnova sakralnih građevina srušenih u Domovinskom ratu (projekt i realizacija)
- Kapela Sv. Jurja, Letovanci (projekt 2001., gradnja 2005.)
- Župna crkva Sv. Franje Ksaverskog, Viduševac (projekt 2002./04., gradnja 2005./08.)
- Obnova grobljanske kapele Sv. Barbare, Brest Pokupski (projekt 1995., gradnja 1996./08.)
- Obnova grobljanske kapele Sv. Benedikta, Petrinja (projekt 2003., gradnja 2004.)
- Grobljanska kapela Presvetog Trojstva, Petrinja (projekt 2007. gradnja 2008/09.)

##### Nagrade na natječajima
- 1999., Stambene zgrade POS-a, Rijeka (u suradnji s Goranom Bobinac), 3. nagrada
- 2002., Stambene zgrade POS-a, Senj (u suradnji s Goranom Bobinac), 2. nagrada
- 2002., Vidikovac, Sisak(u suradnji s Goranom Bobinac), 3. nagrada
- 2004., Spomen obilježje crkve Sv Ivana Nepomuka, Glina (u suradnji s Gordanom Vidović), 2. nagrada

### Publicistika

##### Knjige
- Hrvatska korablja (koautor B. Čaćić), Izdavačka djelatnost Saveza arhitekata Hrvatske,  Zagreb- Rijeka, 1971.
- Arhitektura bez arhitekta, Mala arhitektonska bibliblioteka SAH-e, Zagreb, 1974.
- Petrinjski žrtvoslov (koautori V.Krpan, I. Rizmaul), Matica hrvatska, Petrinja, 1995.
- Petar Salopek, Matica hrvatska, Petrinja, 1997.
- Posavska tradicijska drvena kuća (s koautorima) – priručnik za obnovu, Zagreb, 2006.    
  - Tehničke upute za obnovu drvene kuće str. 23 – 54
  - Nekoliko primjera obnove tradicijskih kuća u Lonjskom polju str. 55 -67
- Korablje samobitnosti, Matica hrvatska, Petrinja, 2009.
- 13 arhitektonskih razgovora, Arhitekti Salopek, Petrinja, 2017.

##### Članci
- Kontinuitet zavičajnog prostora, “Arhitektura”, Zgb., 1976., 156/57
- Arhitektura bez kritike - brod bez kompasa, “Vjesnik”, 3.08.1976.
- I trgovi imaju karakter, “Čovjek i prostor”, 1977., 3
- Korablje domačij, “Sinteza”, Ljubljana, 1977., 38,39,40
- Budućnost seoskog graditeljskog naslijeđa “Tradicionalna stambena kuća”, Restauratorski zavod Hrvatske, Zagreb 1978.
- Serija prikaza “Hrvatsko predajno graditeljstvo”, “Moja kuća”, Izd. “Naš stan” Beograd:
  - Hrvatsko predajno graditeljstvo, 1981., God.I /1
  - Izvorna pokupsko-posavska kuća, 1982., God.II/2
  - Arhitektura bez arhitekta, 1982., God.II/3
  - Kuća u kamenjaru, 1982., God.II/4
  - Kuća iz Gorskog kotara, 1982., God.II/5
  - Napušteno ognjište, 1982., God.II/6
  - Kuća s dostojanstvom doma, 1982., God.II/7
  - Viseća fasada ličke kuće, 1982., God.II/8
  - Lokalni univerzum života, 1982., God.II/9
  - Zavičajni prostorni identitet, 1983., God.III/11
  - Sklad oblika i sadržaja, 1983., God.III/12
  - Vječni tijek predajnoga graditeljstva, 1991., God.IV/13
  - Moja kuća, 1991., God.IV/14
- Dugo sjećanje predajnoga graditeljstva, “Zbornik za narodni život i običaje”, JAZU, 1983.
- Predajno graditeljstvo – mikrouniverzum života, “Večernji list”, 09.04.1995.
- Dom je embrio domovine, “Večernji list”, 1996.
- Vitalne poruke Hrvatskog predajnoga graditeljstva, “Graditelj”, Zagreb, 1999., 3
- Obnova spomeničke baštine – imperativ osviještene zajednice, “Petrinjski zbornik”, 1999., 2
- Zid boli treba obnoviti, “Vjesnik”, 12.06.2005.
- Prema preporodu (revitalizaciji) ruralne baštine, “Petrinjski zbornik”, 2007., 9
- Petrinja na Kupi, “Petrinjski zbornik”, 2007., 9

##### Filmovi
TV filmovi o predajnom graditeljstvu Hrvatske, HRT: 
- Pokuplje i Posavina, 1980.
- Banija, Kordun, Lika, 1981.
- Primorje, Istra, 1984.
- Prigorje, Zagorje, Podravina, 1985.
- Moslavina, Slavonija, Baranja, 1989.
- Prošlost i sadašnjost za budućnost, 1996.

##### Studije
- Studija o mogućnosti aktivne zaštite ruralnih mikro i makro ambijenata, Sisak, 1975.
- Predajno graditeljstvo Žumberka, “Sociologija sela“, Zgb., 1-2 / 1996.
- Podloga za prostorno i kulturološko vrednovanje turističkih naboja Petrinje, “Petrinjski zbornik”, rujan 2007.
- Turistički preporod hrvatske korablje, I kongres ruralnog turizma Hrvatske, Hvar 2007.

##### Strateški projekti
Očuvanje identiteta prostora – pretpostavka za održivi razvoj ruralnih prostora Hrvatske, Međunarodni znanstveni skup, Mali Lošinj, rujan 2003.

### Urednička djelatnost
- Glavni urednik časopisa Čovjek i prostor 1977. – 80.
- Gavni i odgovorni urednik lista Petrinjski obzor 1990. – 1995.
- Glavni urednik knjiga Ogranka Matice hrvatske u Petrinji (izbor)
  - Branko Čačić, Davor Salopek: Hrvatska korablja, 1971.
  - Branko Čačić: Hrvatska krosna, 1992.
  - Ivica Golec: Tiskarstvo, izdavaštvo i knjižarstvo Petrinje (1881-1991), 1992.
  - Ivica Golec: Povijest grada Petrinje (1240 – 1592 – 1992), 1993.
  - Ivo Maroević: Rat i baština u prostoru Hrvatske, 1995.
  - V. Krpan, I. Rizmaul, D. Salopek: Petrinjski žrtvoslov, 1995.
  - Davor Salopek: Petar Salopek, 1997.
  - Grupa autora: Petrinjski zbornik za povijest i obnovu zavičaja broj 1-10, 1998. – 2009.
  - Ivica Golec:  Petrinjski biografski leksikon, 1999.
  - Ivica Golec:  Povijest školstva u Petrinji (1700. – 2000.), 2000.
  - Ivo Maroević:  Konzervatorsko novo iverje, 2000.
  - V. Krpan i I. Rizmaul:Petrinjski žrtvoslov Domovinskog rata, 2001.
  - Ivan Rizmaul:  Blagdan i svagdan petrinjski, 2003.
  - Lojzo Buturac:  Osam stoljeća župe Gore, 2004.
  - Ivo Maroević:  Baštinom u svijet / Into the world with the cultural heritage, 2004.
  - Ivan Rizmaul:  Spomenar baštine petrinjske, 2006.
  - Lojzo Buturac:  Stoljeća župe Sv. Križa u Sisku, 2006.
  - Matija Bučar:  Medonosne biljke kontinentalne Hrvatske, 2008.
  - Davor Salopek:  Korablje samobitnosti, 2009.
  - Davor Salopek:  13 arhitektonskih razgovora, 2017.